# Kosmos 107
Kosmos 107 (ros. Космос 107) – radziecki satelita rozpoznawczy; 35. statek serii Zenit-2 (30. statek na orbicie) programu Zenit, którego konstrukcję oparto na załogowych kapsułach Wostok.